# 棕腹山鹧鸪
，是鸡形目雉科的一种鸟类。

## 特征
棕腹山鹧鸪体重约272克，翼长约140.2毫米，嘴峰长约24.1毫米，喙宽度约5.8毫米，喙厚度约7.8毫米，跗蹠长约42.9毫米，尾长约46.8毫米。棕腹山鹧鸪在其分布区内为留鸟，其栖息在密集的高大树木组成的森林中，食性为草食性。

## 亚种
- ：分布于爪哇岛西部和中部的山区。
- ：分布于爪哇岛中东部的山区。[4]